# 库尔布
库尔布（法語：Courbes，法語發音：[kuʁb]）是法国上法蘭西大區埃纳省的一个市镇，属于拉昂区。

## 地理
库尔布（49°41'4"N, 3°27'4"E）面积3.16 平方千米，位于法国上法蘭西大區埃纳省，该省份为法国北部内陆省份，北起北部省，西接索姆省和瓦兹省，东临阿登省和马恩省，西南至塞纳-马恩省，东北部与比利时接壤。
与库尔布接壤的市镇（或旧市镇、城区）包括：昂吉尔库尔勒萨尔、蒙索莱勒、努维永和卡蒂永、努维永勒孔特、韦尔西尼。
库尔布的时区为UTC+01:00、UTC+02:00（夏令时）。

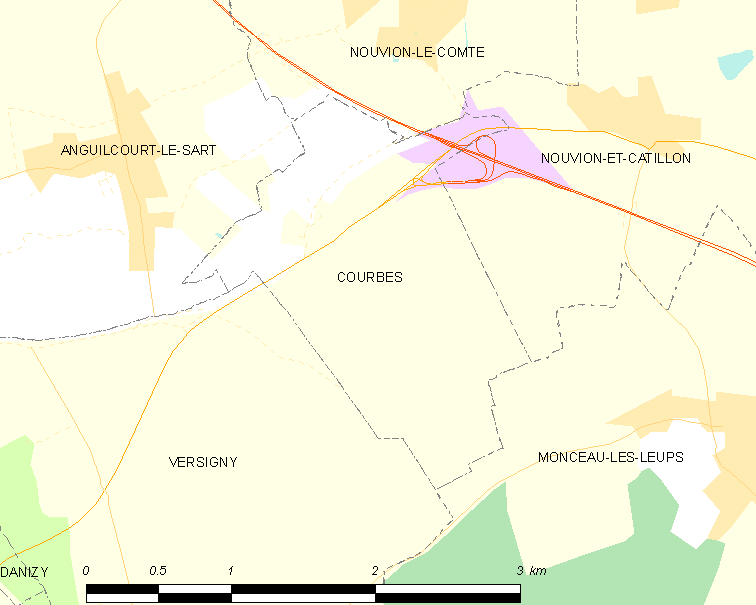
库尔布的OSM定位图

## 行政
库尔布的邮政编码为02800，INSEE市镇编码为02222。

## 政治
库尔布所属的省级选区为泰爾尼耶縣。

## 人口

1962-2008年间库尔布人口变化图示

库尔布于2022年1月1日时的人口数量为39人。